# Et mourir de plaisir
Et mourir de plaisir (bra: Rosas de Sangue) é um filme ítalo-francês de 1960, dos gêneros terror e romance, dirigido por Roger Vadim, com roteiro de Claude Brulé, Claude Martin, Roger Vailland e do próprio Vadim baseado no livro Carmilla, de Sheridan Le Fanu, e trilha sonora de Jean Prodromidês.

## Sinopse
Carmilla, uma garota obcecada com a história pregressa de sua família, assume a personalidade vampiresca de sua ancestral Millarca.

## Elenco
- Mel Ferrer ....... Leopoldo De Karnstein
- Elsa Martinelli ....... Georgia Monteverdi
- Annette Vadim ....... Carmilla
- René-Jean Chauffard ....... Verari
- Marc Allégret ....... Juiz Monteverdi
- Alberto Bonucci ....... Carlo Ruggieri
- Serge Marquand ....... Giuseppe
- Gabriella Farinon ....... Lisa
- Renato Speziali ....... Guido Naldi
- Edith Peters ....... o cozinheiro
- Giovanni Di Benedetto ....... policial
- Carmilla Stroyberg ....... Martha
- Nathalie LeForet ....... Marie